# سغدی باستان
زبان سغدی باستان
این زبان زیرشاخۀ زبان ایرانی باستان است. آثاری از آن برجای مانده است. ایلیا گرشویچ با بررسی دست‌نوشته‌ای سغدی که در کتابخانۀ بریتانیا نگهداری می‌شود به این نتیجه رسید که دو سطر نخستین آن برگردان دعای اوستایی اشم وهو به زبان سغدی باستان است و بنابرین شواهدی از سغدی باستان ارائه کرد.